# Convenzione sui diritti politici della donna
La Convenzione sui diritti politici della donna fu approvata dall'assemblea generale delle Nazioni Unite durante la 409ª sessione plenaria del 20 dicembre 1952 e adottata il 31 marzo 1953.
Lo scopo della convenzione è di codificare uno standard internazionale di base per i diritti politici delle donne.

## Contesto
Al termine della seconda guerra mondiale, molti paesi ancora non garantivano la piena libertà politica delle donne: infatti, ancora nel 1952 (anno precedente all'adozione della convenzione), il suffragio femminile era garantito in meno di 100 paesi nel mondo.
Il maggior impulso per la legislazione e gran parte della sua redazione vennero dalla Commissione delle Nazioni Unite sullo status delle donne, che realizzò una ricerca sui diritti politici delle donne dei suoi stati membri. Il dibattito seguito ai risultati della ricerca divenne la base per il testo della convenzione.
La convenzione fu adottata il 31 marzo 1953.

## Contenuto

### Preambolo
Il preambolo della convenzione riporta i principi contenuti dell'articolo 21 della dichiarazione universale dei diritti umani, che dichiara che tutti gli uomini hanno diritto a partecipare al governo del proprio paese e di accedere agli incarichi pubblici. La Convenzione sui diritti politici della donna ribadisce e protegge specificatamente questo diritto per le donne.

### Articoli
I primi tre articoli della convenzione affermano il diritto delle donne a votare (articolo I), ad essere eleggibili nelle elezioni (articolo II) e ad accedere ai pubblici impieghi (articolo III); ognuno di tali articoli termina con la specificazione "in condizioni di parità con gli uomini, senza discriminazione alcuna".
I rimanenti articoli (articoli IV–XI) sono relativi al mero meccanismo legislativo, specificando come e quando la convenzione entri in vigore.

## Effetti della convenzione
La convenzione entrò in vigore il 7 luglio 1954. Nel 2015 aveva 123 membri contraenti, di cui 122 stati membri delle Nazioni Unite oltre allo Stato di Palestina.
La convenzione fu la prima legislazione internazionale a proteggere lo status di eguaglianza della donna nell'esercizio dei diritti politici. Inoltre, fu il primo trattato internazionale ad obbligare gli stati a proteggere i diritti politici dei propri cittadini. La convenzione fu uno degli sforzi delle Nazioni Unite nel periodo postbellico per istituire una serie di standard antidiscriminazione contro le donne; altri trattati furono la Convenzione sulla nazionalità della donna sposata, la Convenzione sul consenso al matrimonio, età minima per il matrimonio e la registrazione dei matrimoni, entrate in vigore rispettivamente nel 1958 e 1964.
I diritti stabiliti nella convenzione furono successivamente incorporati nella successiva e più sostanziale Convenzione sull'eliminazione di ogni forma di discriminazione della donna. Quest'ultima convenzione, approvata all'unanimità nel 1967, ha una portata più ampia e stabilisce generali principi di antidiscriminazione.

## Ratifica in Italia
La convenzione venne ratificata dall'Italia con legge 24 aprile 1967 n. 326 ed entrò in vigore il 16 giugno 1967. In sede di adesione, il governo italiano dichiarò di riservarsi il diritto di applicare le disposizioni di cui all'articolo III per quanto riguarda il servizio nelle forze armate e in corpi armati speciali entro i limiti stabiliti dalla legislazione nazionale.